# Vườn quốc gia Thung lũng Valbonë
Vườn quốc gia Thung lũng Valbonë (tiếng Albania: Parku Kombëtar i Luginës së Valbonës) là một vườn quốc gia nằm bên trong dãy núi Albania Alps ở miền Bắc Albania. Với tổng diện tích 80 km2 (31 dặm vuông Anh), vườn quốc gia bao gồm khu vực sông Valbona và vùng lân cận với địa hình đồi núi, cảnh quan núi cao, suối băng, những chỗ trũng sâu, thác nước, thung lũng với sự xuất hiện dày đặc của rừng lá kim và rừng rụng lá. Nhờ có vị trí xa xôi hẻo lánh nên hệ sinh thái ở vườn quốc gia nhìn chung là còn nguyên sơ. Hệ sinh thái nguyên sơ rộng lớn này là trung tâm của thứ từng được gọi là "Điều kỳ diệu trên dãy Alps của Albania".
Vườn quốc gia này tiếp giáp với Montenegro ở phía Bắc, Khu bảo tồn thiên nhiên Gashi ở phía Đông, Công viên tự nhiên Vùng Nikaj-Mërtur ở phía Nam và Vườn quốc gia Theth ở phía Tây. Có đề xuất để mở rộng ranh giới vườn để hợp nhất với Khu bảo tồn thiên nhiên Gashi và Theth để tạo thành một vườn quốc gia lớn hơn. Hơn nữa, Albania, Kosovo và Montenegro đang có kế hoạch thành lập một khu bảo tồn xuyên biên giới được biết đến là Công viên hòa bình Balkan. Công viên hòa bình sẽ bao trùm khu vực Vườn quốc gia Thung lũng Valbonë, vườn quốc gia Theth, Khu bảo tồn thiên nhiên Gashi, Công viên tự nhiên Vùng Nikaj-Mërtur, vườn quốc gia Bjeshkët e Nemuna ở Kosovo và Vườn quốc gia Prokletije ở Montenegro.
Albania Alps là một trong những khu vực tự nhiên ấn tượng và đáng chú ý nhất tại Albania. Nó là đoạn cực nam của dãy Dinaric Alps, tạo thành một phần của vành đai kiến tạo núi Anpơ-Himalaya, kéo dài từ Đại Tây Dương đến dãy Himalaya. Những ngọn núi ở đây đặc trưng ở đá vôi và đá dolomit và cho thấy những đặc điểm chính của địa hình karst. Maja Jezercë cao 2.694 m (8.839 ft) nằm ở phía tây vườn quốc gia là điểm cao nhất tại dãy Dinaric Alps. Sông Valbona bắt nguồn từ một số suối karst dọc theo phía nam của đỉnh Maja Jezercë và phía đông của đèo Valbona. Đây là con sông lớn nhất trong dãy Albania Alps, và nhận nước từ toàn mạn đông của dãy núi. Vài triệu năm trước, sông băng từng một thời bao phủ phần lớn vườn quốc gia. Trong thời kỳ băng hà Würm, tổng chiều dài của sông băng Valbona là 9,5 km. Ngày nay vẫn còn hai sông băng nhỏ nằm ở rìa đông bắc của Maja Jezercë.
Nhờ vị trí hẻo lánh và xa xôi của vườn quốc gia này và dân cư ít, kết hợp với sự biến đổi lớn của các hệ sinh thái cùng điều kiện khí hậu ủng hộ cho sự tồn tại của một loạt các loài động thực vật hoang dã. Hầu hết diện tích vườn quốc gia được bao phủ bởi rừng, chiếm 89% diện tích bề mặt. Những loài động vật đáng chú nhất tại vườn quốc gia phải kể tới gấu nâu, sói xám, linh miêu, hoẵng châu Âu, sơn dương Chamois và dê hoang dã. Rừng tại vườn quốc gia được đặc trưng bởi các loài chiếm ưu thế bao gồm cử, thông và sồi. Nhưng đáng chú ý là loài cây quan trọng và được sử dụng rộng rãi là vân sam Na Uy; vườn quốc gia là một trong số ít những vùng ở Albania có thể tìm thấy loài cây này.
Vườn quốc gia thung lũng Valbonë được thành lập theo Quyết định số 102 của Hội đồng Bộ trưởng vào ngày 15 tháng 1 năm 1996 để bảo tồn hệ sinh thái và cảnh quan thiên nhiên, tính đa dạng sinh học cùng nhiều loài động thực vật hoang dã. Một kế hoạch mở rộng để ranh giới của vườn quốc gia để bao trùm cả Vườn quốc gia Theth và Khu bảo tồn thiên nhiên Gashi đang được xem xét. Nếu được mở rộng, vườn quốc gia sẽ trở thành khu vực được bảo vệ lớn nhất không chỉ ở Albania mà còn là lớn nhất của vùng Balkan. Liên minh Bảo tồn Thiên nhiên Quốc tế (IUCN) đã liệt vườn quốc gia như là khu bảo tồn thiên nhiên loại II. Nằm trong ranh giới của vườn quốc gia, khu vực tự nhiên sông Gashi được UNESCO công nhận là Di sản thế giới như là một phần của Các khu rừng sồi nguyên sinh trên dãy Carpath và các khu vực khác của châu Âu theo tiêu chí ix. Nó cũng là một phần của Vành đai xanh châu Âu như là một nơi bảo vệ các loài động thực vật đang bị đe dọa. Vườn quốc gia cũng đã gia nhập Liên đoàn EUROPARC. Plantlife cũng đã công nhận vườn quốc gia này cũng như toàn bộ khu vực dãy núi Albania Alps như là một vùng thực vật quan trọng có tầm quan trọng quốc tế vì nó là nơi hỗ trợ cho sự phát triển của nhiều loài thực vật khác nhau. Valbonë là một phần của Mạng lưới Emerald, mạng lưới sinh thái bao gồm các khu vực bảo tồn đặc biệt được chỉ định theo Công ước Bern.

## Tổng quan

### Địa hình

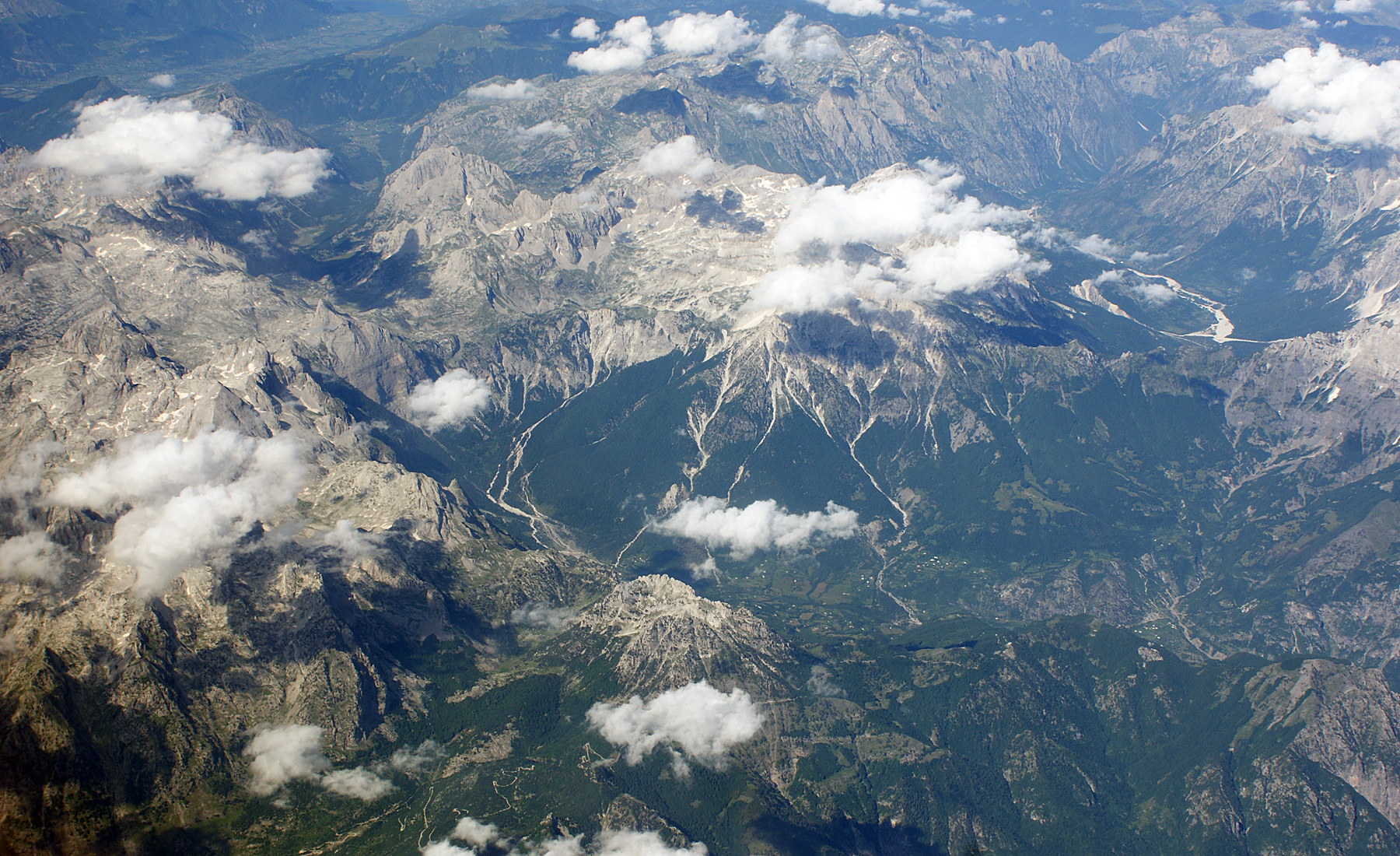
Albania Alps nhìn thấy từ trên cao. Thung lũng Valbona nằm ở phía trên bên phải, với hai đỉnh Maja Roshit và Maja e Kollatës bên trái.

Vườn quốc gia bao gồm một số đỉnh của dãy núi Albania Alps, là nối tiếp của dãy Dinaric Alps. Nó nằm hoàn toàn trong hạt Kukës và chủ yếu là giữa vĩ độ 42° và 27° Bắc, kinh độ 19° và 53° Đông. Thung lũng Valbona có hình chữ U, kéo dài giữa các đỉnh Maja Jezercë, Maja e Kollatës, Maja Boshit và Maja e Hekurave. Thung lũng kéo dài từ làng Shoshani đến thị trấn Fierzë chạy qua khu vực của đô thị Tropojë. Ranh giới của vườn quốc gia về phía Bắc là vườn quốc gia Prokletije của Montenegro, Khu bảo tồn thiên nhiên Gashi ở phía đông, Công viên tự nhiên Vùng Nikaj-Mërtur ở phía Nam và vườn quốc gia Theth ở phía Tây.
Albania Alps là một tính năng địa lý đáng chú ý ở giữa phía Nam và Đông nam châu Âu. Dãy núi là phần cao nhất của dãy Dinaric Alps kéo dài ở phía đông Montenegro, phía tây Kosovo và phía bắc Albania. Sự hình thành của dãy núi là một quá trình từng phần gây ra bởi sự va chạm của hai mảng châu Phi và Á-Âu. Chúng bị phong hóa mạnh mẽ, bởi mưa và tuyết thấm vào đá tạo thành một hệ thống karst. Không nơi nào trong vùng Balkan có sông băng còn lại nhiều như tại đây, là bằng chứng về sự xói mòn. Bên cạnh dãy núi Alps ở Trung Âu, Albania Alps là một trong những nơi được phủ băng tuyết nhiều nhất ở châu Âu về phía nam của vùng Scandinavia.

### Khí hậu

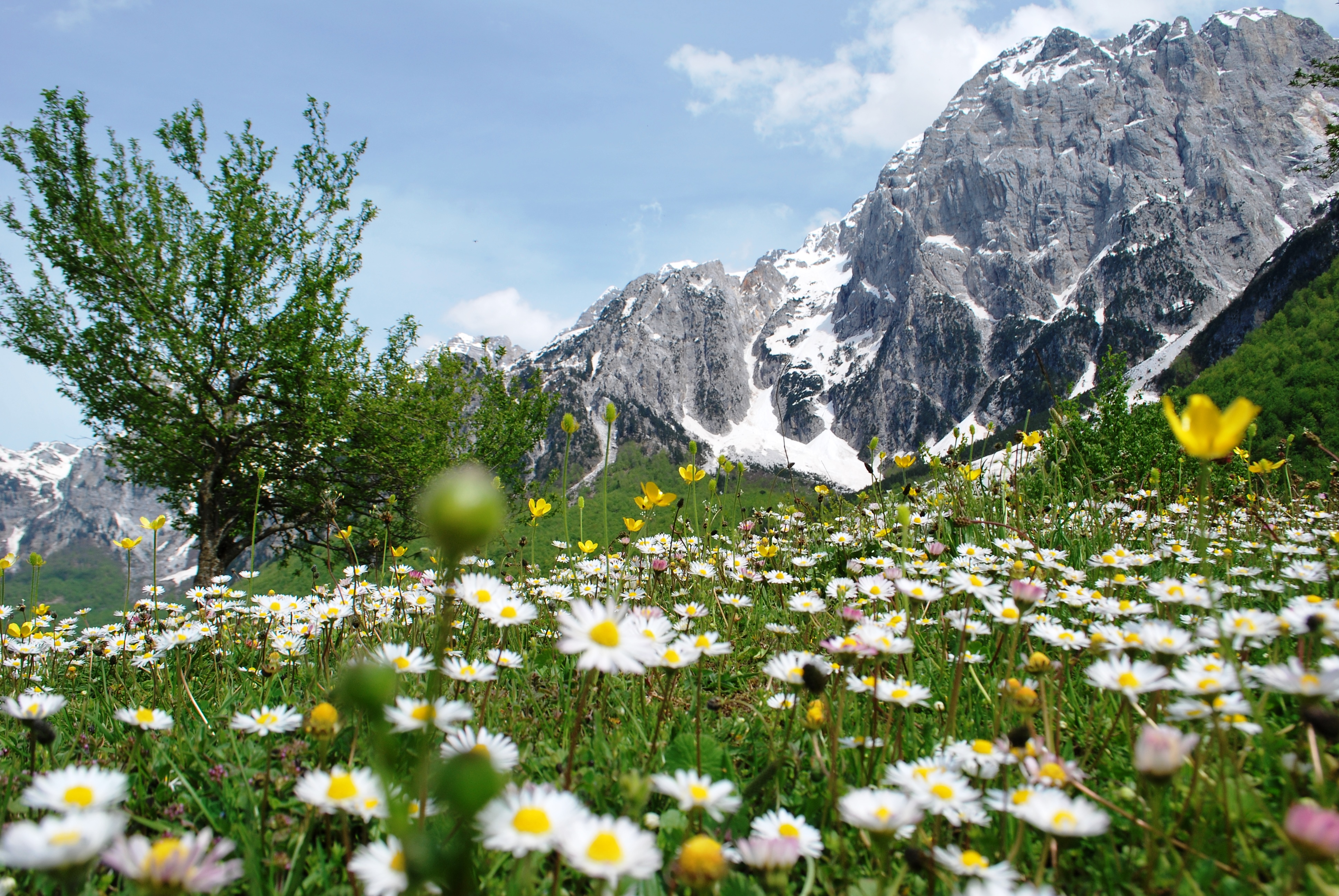
Đỉnh núi tuyết như đã thấy từ thung lũng vào tháng 5.

Nằm trong khu vực dãy núi Albania Alps, khí hậu của vườn quốc gia đặc trưng bởi một mùa đông lạnh và mùa hè nóng và khô, mặc dù ở khu vực cao hơn thì khí hậu mát mẻ ngay cả trong mùa hè. Do gần biển Địa Trung Hải về phía tây, khí hậu cũng bị ảnh hưởng bởi cả khí hậu Địa Trung Hải và Ôn đới lục địa.
Thời kỳ lạnh nhất kéo dài từ tháng 12 đến tháng 2 còn thời gian nóng nhất là vào tháng 7 đến tháng 8. Nhiệt độ thấp nhất và cao nhất của vườn quốc gia dao động từ −23,4 °C (−10,1 °F) — −16,1 °C (3,0 °F) và 36,4 °C (97,5 °F) — 39,9 °C (103,8 °F). Lượng mưa hàng năm dao động từ 2.700 milimét (110 inch) đến 3.000 milimét (120 inch), mưa nhiều tại khu vực có địa hình cao hơn. Lượng mưa khoảng 22% vào mùa xuân, 8,7% vào mùa hè, 32,3% vào mùa thu và 38% vào mùa đông. Ở khu vực núi cao, tuyết bắt đầu rơi vào tháng 10 hoặc 11 và tích tụ dần cho đến khi tan chảy vào tháng 3 hoặc tháng 4. Độ dày có thể lên tới 1,5–5 mét trong suốt 60–160 ngày. 

## Động thực vật

### Động vật

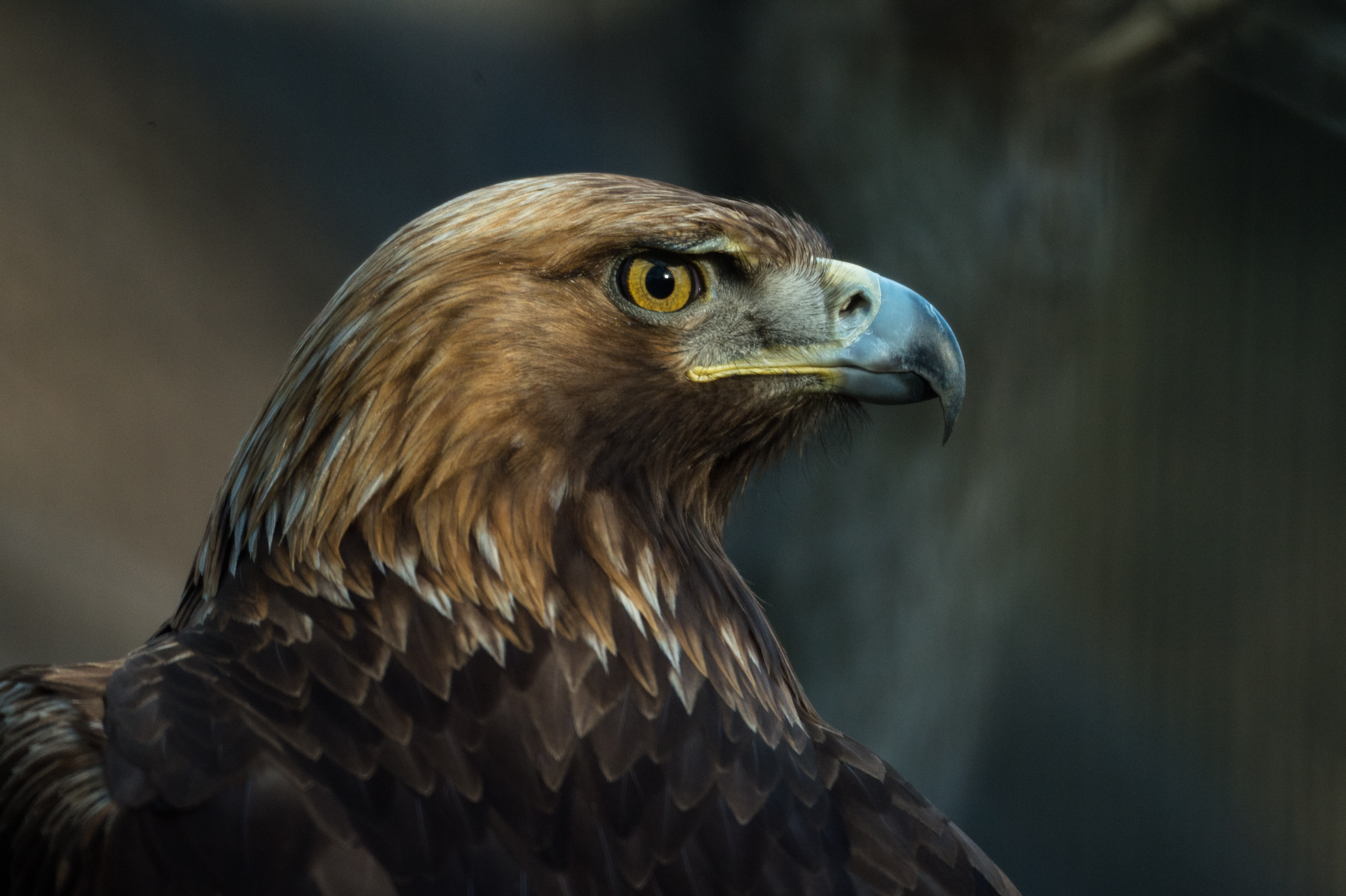
Vườn quốc gia bảo vệ nhiều loài chim quan trọng, trong đó có Đại bàng vàng.

Do có sự khác biệt về nhiệt độ, khí hậu và độ cao khác nhau tại các khu vực, vườn quốc gia được đặc trưng bởi hệ động vật đặc biệt phong phú và đa dạng. Nơi đây đại diện cho một trong những trung tâm sinh vật hoang dã quốc gia quan trọng nhất của quốc gia. Đây là một trong những khu vực trú ẩn cuối cùng ở châu Âu cho nhiều loài động vật hoang dã, trong đó có một số lượng lớn gấu nâu và sói xám có thể được tìm thấy. Vườn quốc gia có khả năng là nơi sinh sống của loài Linh miêu đang bị đe dọa. Một trong những điểm thu hút đặc biệt của vườn quốc gia là sự tồn tại của loài Sơn dương Chamois, có thể được tìm thấy ở độ cao cao hơn nhiều so với những khu vực có hoạt động của con người. Động vật hoang dã quan trọng nhất sinh sống tại thung lũng Valbona bao gồm Hoẵng châu Âu và Lợn rừng. Về các loài chim, vườn quốc gia là nơi sinh sống của 145 loài chim, trong đó có sự hiện diện của nhiều loài chim đặc biệt quan trọng và quý hiếm như Trĩ, Đại bàng vàng, Ưng ngỗng, Kền kền Ai Cập, Cắt hỏa mai, Cắt Lanner, Cắt Saker, Cắt lớn. Nơi đây có 7 loài cú là Cú lợn lưng xám, Cú mèo, Cú đại bàng, Hù nhỏ, Hù nivicon, Cú mèo tai dài. Một số loài khác gồm có Yến, Cốc đế, Diệc xám, Choi choi, Bồ câu, Cu cu, Vàng anh Á Âu.
Nguồn nước từ các con sông suối và hồ băng là cơ sở sống của nhiều loài cá hồi, côn trùng và lưỡng cư. Hai loài cá hồi được biết đến nhiều nhất bao gồm Cá hồi cẩm thạch và cá hồi sông.

### Thực vật

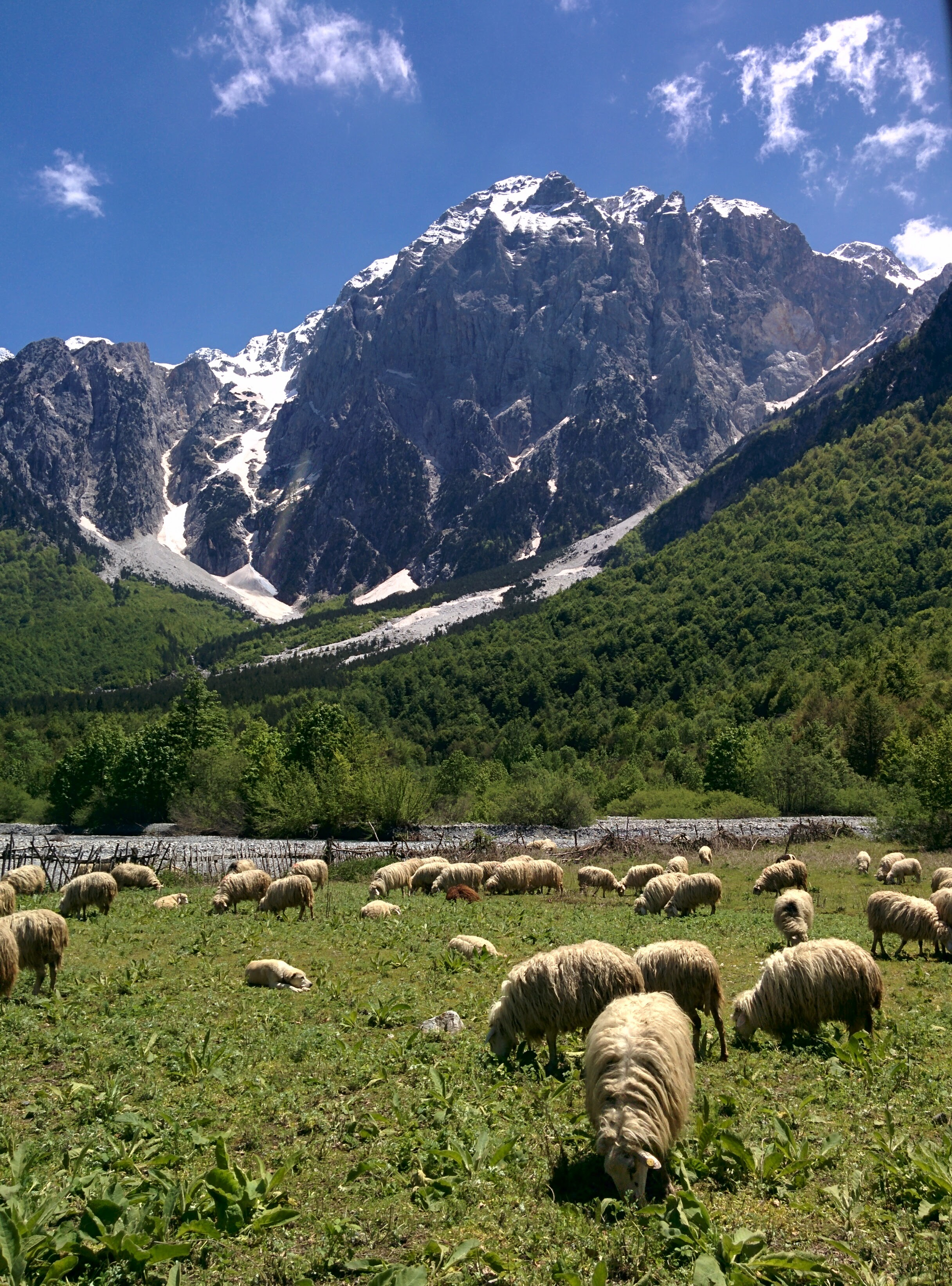
Môi trường tự nhiên tại Thung lũng Valbona.

Về hệ thực vật, vườn quốc gia nằm trong khu vực rừng hỗn giao Dãy núi Dinaric thuộc vùng sinh thái rừng hỗn giao và lá rộng Cổ Bắc giới. Mặc dù có quy mô và diện tích nhỏ nhưng trên khu vực là sự phát triển mạnh mẽ của hàng trăm loài động thực vật. Các khu rừng tại vườn quốc gia là sự pha trộn của các loài cây rụng lá và cây lá kim trên khu vực đá vôi và dolomit, đặc trưng của Albania Alps. Càng lên cao thì các loài lá kim chiếm ưu thế hơn. Thảm thực vật đa dạng từ các rừng thông tại các thung lũng cho đến rừng núi cao, thảm thực vật lãnh nguyên cận lãnh nguyên bị chi phối bởi lớp băng vĩnh cửu và đất thô. Một yếu tố quan trọng của hệ thực vật của khu vực này, đó là ngoài sự đa dạng phong phú của các loài thực vật, thì ở đây còn là nơi có mức độ cao của các loài đặc hữu.
Tại vườn quốc gia có nhiều rừng thông. Các loài thông ở đây có thể kể đến Thông Úc, Thông Balkan, Thông Bosnia, Thông Scots. Rừng ở vùng núi xung quanh các ngôi làng của Valbona được đặc trưng và chiếm ưu thế của các loài sồi khác nhau, chẳng hạn như Dẻ gai châu Âu phát triển mạnh ở khu vực khoảng 600 đến 1.200 mét so với mực nước biển Adriatic. Thung lũng Valbona là khu vực duy nhất ở Albania mà có thể thấy rừng Vân sam Na Uy. Rừng hỗn giao với nhiều loài bao gồm Linh sam bạc châu Âu, Dẻ gai châu Âu, Vân sam Na Uy, Thông Scots thường được tìm thấy tại vùng thượng Thung lũng Valbona.
Bờ sông Valbona chủ yếu được bao phủ bởi các khu rừng có Tống quán sủ xám, Ô liu và Liễu. Vườn quốc gia còn có nhiều bãi lầy nằm tại các khu vực ẩm ướt thấp là nơi phát triển của nhiều loài thực vật thân thảo, chẳng hạn như Narthecium, Carex, Sphagnum. Tại các sườn núi dốc và khe núi của thung lũng Valbona là nơi sinh trưởng của cộng đồng Phong, Đoạn lá to, Du, Ô liu, mọc chủ yếu ở những nơi ẩm ướt.

## Nhân khẩu học
Thung lũng Valbonë có người sinh sống từ thời cổ đại. Các làng, nơi tập trung dân cư chủ yếu tại đây là: Rrogam, Valbona, Dragobi và Çerem nằm tại các phần thung lũng mở rộng ra. Sau những năm 90 của thế kỷ 20, tình hình bắt đầu thay đổi. Do điều kiện kinh tế không thuận lợi, phần lớn dân cư đã chuyển đi. Thung lũng là nơi sinh sống của các bộ tộc "Krasniqi" và "Gashi". Một phần dân số đã rời bỏ làng để định cư tại các khu dân cư thấp hơn của Margegaj có điều kiện thuận lợi hơn. Mặc dù những thay đổi gần đây đã được thực hiện nhằm tái cấu trúc nhân khẩu học nhưng mức sống của những người dân tại đây vẫn khác nhau. Điều này ảnh hưởng đến khả năng hoạt động trong lĩnh vực du lịch tại đây. Chỉ trong những năm 1995-2002, các làng như Çerem và Rragam đã giảm dân số lần lượt là 63% và 57%. Trong năm 2008, dân số tại các làng này là 920 người nhưng bây giờ chỉ là 817 người. Việc chấm dứt người dân rời khỏi quê hương là rất quan trọng, nhằm giảm việc các làng biến thành những khu định cư theo mùa.

## Kinh tế

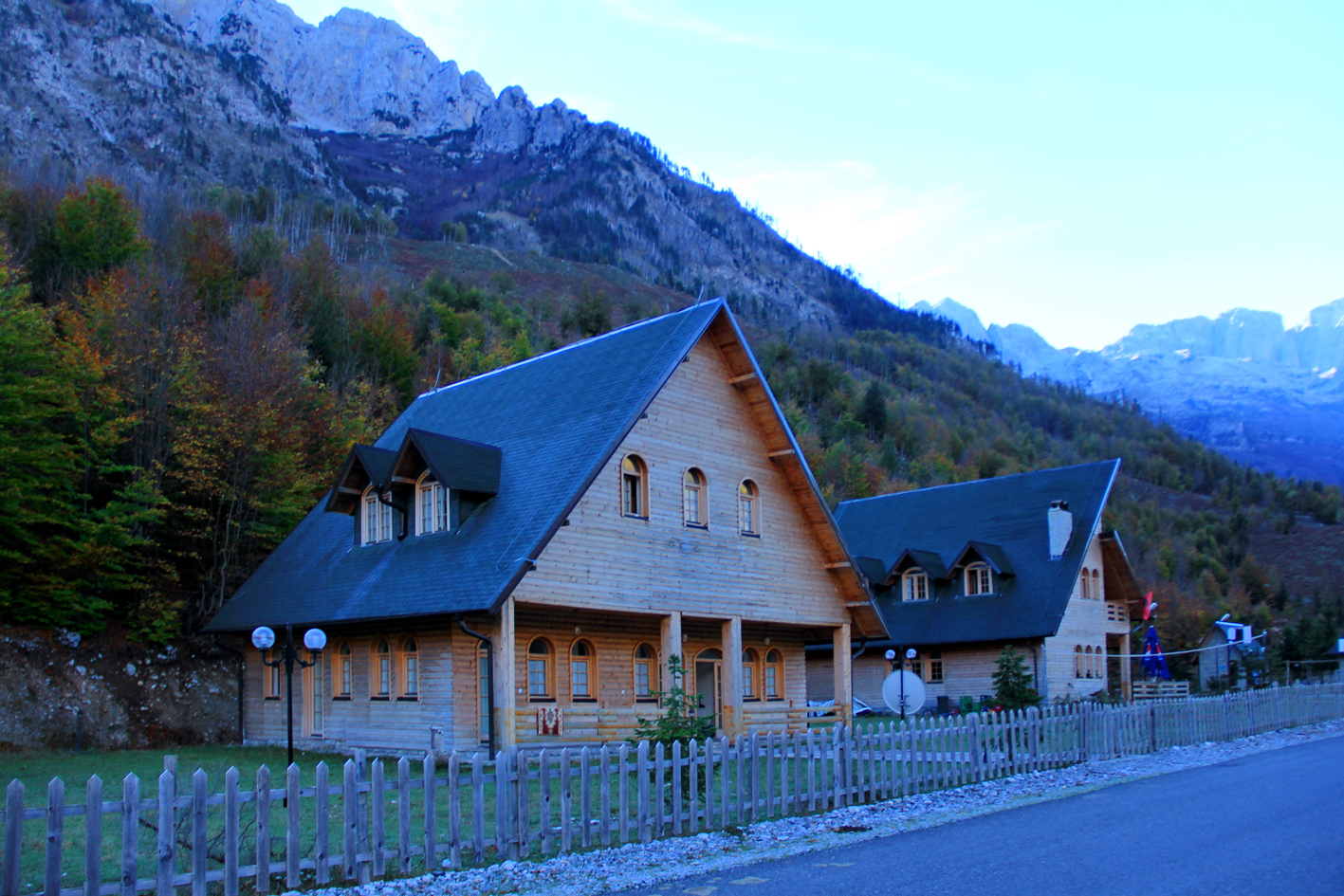
Những ngôi nhà nghỉ bằng gỗ tại Valbona được khai trương năm 2012.

Thung lũng Valbona là nơi có tiềm năng về thiên nhiên và văn hóa để phát triển kinh tế khu vực. Vị trí địa lý xa xôi, chiến tranh, khí hậu, thiếu cơ sở hạ tầng không phải là những yếu tố ảnh hưởng đến sự lạc hậu kinh tế ở Thung lũng Valbona. Dân số tại đây sống chủ yếu nhờ vào trồng trọt và trang trại.
Do là một khu vực được bảo vệ nên lâm nghiệp ở đây không thể phát triển được. Ngành công nghiệp ở đây đại diện bởi một nhà máy sản xuất nước uống đóng chai có tên là Valbona. Những năm gần đây, du lịch đang phát triển nhanh chóng, được coi là tương lai của thung lũng Valbona. Tuy nhiên, dân số tại đây không thể sống chỉ dựa vào du lịch được.
Nông nghiệp được xếp hạng hàng đầu trong cơ cấu kinh tế của khu vực vì nó cung cấp thu nhập cho đa số người dân địa phương. Đất nông nghiệp rất hạn chế và nằm trên sườn dốc và một số thung lũng nhỏ. Người sử dụng đất vừa canh tác gắn liền với việc duy trì bảo tồn. Đất được chia thành nhiều phần, là tài sản của từng hộ gia đình. Một điều đặc biệt của khu vực này là khả năng tưới tiêu đất nông nghiệp rất nhiều và không bị hạn chế. Đất nông nghiệp chủ yếu được sử dụng để trồng ngô, khoai tây, lúa mạch đen, đậu, rau quả và thức ăn gia súc. Sản phẩm nông nghiệp và chăn nuôi tại đây đều là các sản phẩm của nông nghiệp hữu cơ. Thực phẩm tại đây thường rất tươi và được chế biến tại nhà, nhưng đôi khi nó có thể được đóng gói và chế biến sẵn bởi những người dân địa phương. Cách nấu ăn của họ hoàn toàn là truyền thống. Bên cạnh trồng trọt, người dân cũng chăn nuôi gia súc như cừu, dê, ngựa, các loài gia cầm, ong... Điều này giúp cung cấp các sản phẩm địa phương như thịt, sữa, mật, len và da.
Xét về những lợi ích mà du lịch có thể đem lại, chính phủ quốc gia đã đặt nó là ngành nghề ưu tiên hàng đầu cho phát triển bền vững. Mặc dù chủ yếu dựa vào thiên nhiên, du lịch ở Valbona vẫn đòi hỏi cần phải có cơ sở hạ tầng cần thiết. Các đỉnh núi đá như Maja Jezercë, Zla Kolata, Pecmarra là các điểm thu hút sự chú ý của du khách.